# Wikipédia en tongien
Wikipédia en tongien (en tongien : Wikipedia ʻi lea fakatonga) est l’édition de Wikipédia en tongien, langue polynésienne parlée à Tonga. L'édition est lancée officiellement en janvier 2004 et dans les faits en août 2005. Son code est : to.
Au 20 mars 2025, l'édition en tongien contient 2 021 articles et compte 11 786 contributeurs, dont 14 contributeurs actifs et 2 administrateurs.
Les autres Wikipédia en langue polynésienne sont la Wikipédia en maori qui compte 7 969 articles, la Wikipédia en hawaïen qui en compte 2 870, la Wikipédia en fidjien qui en compte 1 519, la Wikipédia en tahitien qui en compte 1 221 et la Wikipédia en samoan qui en compte 1 171.

## Présentation
Wikipédia en tongien a pour particularité de proposer des versions en langue anglaise de certains de ses articles. Celles-ci sont proposées sur le site de Wikipédia en tongien, et sont distinctes d'éventuels articles sur le même sujet dans Wikipédia en anglais. Les Tonga, seul pays où le tongien soit une langue officielle, ont pour seconde langue officielle l'anglais. Les articles "bilingues" sont présentés en tongien, avec une indication en haut à droite de la page invitant le lecteur à consulter également la version en anglais, et un lien vers cette version.

Le tongien parmi les langues polynésiennes.

## Statistiques
- Le 30 mars 2012, l'édition en tongien compte 1 646 articles.
- Le 31 mai 2016, elle compte 1 682 articles.
- Le 21 mars 2020, elle compte 1 738 articles.
- Le 6 novembre 2022, elle contient 1 930 articles et compte 9 366 contributeurs, dont 15 contributeurs actifs et 2 administrateurs.
- Le 10 septembre 2024, elle contient 2 016 articles et compte 11 389 contributeurs, dont 6 contributeurs actifs et 2 administrateurs.